# Грандв'ю (Айова)
Грандв'ю (англ. Grandview) — місто (англ. city) в США, в окрузі Луїза штату Айова. Населення — 437 осіб (2020).

## Географія
Грандв'ю розташований за координатами 41°16′38″ пн. ш. 91°11′18″ зх. д. / 41.27722° пн. ш. 91.18833° зх. д. (41.277231, -91.188277).  За даними Бюро перепису населення США в 2010 році місто мало площу 0,59 км², уся площа — суходіл.

## Демографія
Згідно з переписом 2010 року, у місті мешкало 556 осіб у 207 домогосподарствах у складі 154 родин. Густота населення становила 949 осіб/км².  Було 233 помешкання (398/км²).
Расовий склад населення:
| - 92,3 % — білих - 0,9 % — чорних або афроамериканців - 0,9 % — азіатів - 0,2 % — корінних американців - 4,0 % — осіб інших рас |

До двох чи більше рас належало 1,8 %. Частка іспаномовних становила 8,5 % від усіх жителів.
За віковим діапазоном населення розподілялося таким чином: 28,4 % — особи молодші 18 років, 60,6 % — особи у віці 18—64 років, 11,0 % — особи у віці 65 років та старші. Медіана віку мешканця становила 34,4 року. На 100 осіб жіночої статі у місті припадало 89,8 чоловіків;  на 100 жінок у віці від 18 років та старших — 90,4 чоловіків також старших 18 років.
Середній дохід на одне домашнє господарство  становив 51 831 долар США (медіана — 45 250), а середній дохід на одну сім'ю — 50 049 доларів (медіана — 45 750). Медіана доходів становила 42 368 доларів для чоловіків та 30 682 долари для жінок. За межею бідності перебувало 12,0 % осіб, у тому числі 22,1 % дітей у віці до 18 років та 3,3 % осіб у віці 65 років та старших.
Цивільне працевлаштоване населення становило 236 осіб. Основні галузі зайнятості: виробництво — 44,5 %, освіта, охорона здоров'я та соціальна допомога — 14,4 %, науковці, спеціалісти, менеджери — 8,5 %, роздрібна торгівля — 5,9 %.